# Critérium international (course hippique)
Pour les articles homonymes, voir Critérium international.
Ne doit pas être confondu avec Critérium de Saint-Cloud.
Groupe 1
Le Critérium international est une course hippique de plat se déroulant fin octobre - début novembre sur l'Hippodrome de Saint-Cloud.
C'est une course de Groupe I réservée aux chevaux de 2 ans, courue sur la distance de 1 600 mètres (1 400 mètres de 2015 à 2019). L'allocation est de 250 000 €.
C'est une épreuve récente du calendrier, puisque la première édition remonte à 2001. 

## Palmarès depuis 2001
| Année | Vainqueur        | Pays            | Père              | Jockey                | Entraîneur           | Propriétaire                         | Temps           |
| ----- | ---------------- | --------------- | ----------------- | --------------------- | -------------------- | ------------------------------------ | --------------- |
| 2024  | Twain            | Irlande         | Wootton Bassett   | Ryan Moore            | Aidan O'Brien        | Coolmore                             | 1'46"31         |
| 2023  | Sunway           | Royaume-Uni     | Galiway           | Oisin Murphy          | David Menuisier      | G. Pariente,Th. Lines & Qatar Racing | 1'46"32         |
| 2022  | Proud and Regal  | Irlande         | Galileo           | Gavin Ryan            | Donnacha O'Brien     | Coolmore                             | 1'51"35         |
| 2021  | Angel Bleu       | Royaume-Uni     | Dark Angel        | Lanfranco Dettori     | Ralph Beckett        | Marc Chan                            | 1'44"40         |
| 2020  | Van Gogh         | Irlande         | American Pharoah  | Pierre-Charles Boudot | Aidan O'Brien        | D.Smith, M.Tabor & S.Magnier         | 1'48"31         |
| 2019  | Alson            | Allemagne       | Areion            | Lanfranco Dettori     | Jean-Pierre Carvalho | Gestüt Schlenderhan                  | 1'28"61         |
| 2018  | Royal Meeting    | Royaume-Uni     | Invincible Spirit | Christophe Soumillon  | Saeed bin Suroor     | Écurie Godolphin                     | 1'27"19         |
| 2017  | Édition annulée  | Édition annulée | Édition annulée   | Édition annulée       | Édition annulée      | Édition annulée                      | Édition annulée |
| 2016  | Thunder Snow     | Royaume-Uni     | Helmet            | Christophe Soumillon  | Saeed bin Suroor     | Écurie Godolphin                     | 1'28"20         |
| 2015  | Johannes Vermeer | Irlande         | Galileo           | Ryan Moore            | Aidan O'Brien        | D.Smith, M.Tabor & S.Magnier         | 1'30"15         |
| 2014  | Vert de Grèce    | Royaume-Uni     | Verglas           | Umberto Rispoli       | Roger Varian         | Britannia Thoroughbreds              | 1'43"16         |
| 2013  | Ectot            | France          | Hurricane Run     | Grégory Benoist       | Élie Lellouche       | G.Augustin-Normand                   | 1'50"93         |
| 2012  | Loch Garman      | Irlande         | Teofilo           | Kevin Manning         | Jim Bolger           | Mme J.Bolger                         | 1'52"70         |
| 2011  | French Fifteen   | France          | Turtle Bowl       | Thierry Thulliez      | Nicolas Clément      | Raymond Tooth                        | 1'43"50         |
| 2010  | Roderic O'Connor | Irlande         | Galileo           | Johnny Murtagh        | Aidan O'Brien        | D.Smith, M.Tabor & S.Magnier         | 1'45"70         |
| 2009  | Jan Vermeer      | Irlande         | Montjeu           | Colm O'Donoghue       | Aidan O'Brien        | D.Smith, M.Tabor & S.Magnier         | 1'45"60         |
| 2008  | Zafisio          | Royaume-Uni     | Efisio            | Dominique Bœuf        | Paul Blockley        | H.Downs                              | 1'46"10         |
| 2007  | Thewayyouare     | France          | Kingmambo         | Stéphane Pasquier     | André Fabre          | Sean Mulryan                         | 1'45"30         |
| 2006  | Mount Nelson     | Irlande         | Rock of Gibraltar | Seamus Heffernan      | Aidan O'Brien        | D.Smith, M.Tabor & S.Magnier         | 1'41"30         |
| 2005  | Carlotamix       | France          | Linamix           | Christophe Soumillon  | André Fabre          | Aga Khan                             | 1'45"40         |
| 2004  | Helios Quercus   | France          | Diableneyev       | Alexandre Roussel     | Cyriaque Diard       | T. Maudet                            | 1'45"30         |
| 2003  | Bago             | France          | Nashwan           | Thierry Gillet        | Jonathan-E. Pease    | Famille Niarchos                     | 1'47"00         |
| 2002  | Dalakhani        | France          | Darshaan          | Christophe Soumillon  | Alain de Royer-Dupré | Aga Khan                             | 1'52"00         |
| 2001  | Act One          | France          | In the Wings      | Thierry Gillet        | Jonathan-E. Pease    | G.-W. Leigh                          | 1'47"13         |